# 托薩瓜
0°46′48″S 80°15′36″W / 0.78000°S 80.26000°W
托薩瓜（西班牙語：Tosagua），是厄瓜多爾的城鎮，位於該國西部，由馬納比省負責管轄，是托薩瓜縣的首府，始建於1984年1月20日，面積377平方公里，海拔高度18米，2010年人口44,341，人口密度每平方公里101.7人。